# 엄철성
엄철성(1992년 11월 12일 ~ )은 조선민주주의인민공화국의 축구 선수이다. 포지션은 미드필더, 공격수이다. 현재 4.25체육단 소속이다.